# سسک درختزار اوگاندا
سسک درختزار اوگاندایی (نام علمی: Phylloscopus budongoensis) گونه‌ای از سسکان جهانی قدیم از تیرهٔ سسکان برگی (Phylloscopidae) است که در کامرون، جمهوری کنگو، جمهوری دموکراتیک کنگو، گینه استوایی، گابن، کنیا و اوگاندا یافت می‌شود.
زیستگاه طبیعی آن جنگل‌های جلگه‌ای نمناک نیمه‌گرمسیری یا گرمسیری است.